# چمبا
چمبا (به انگلیسی: Chamba) یک منطقهٔ مسکونی در هند است که در بخش تهری گرهوال واقع شده‌است. چمبا ۴ کیلومتر مربع مساحت و ۶٬۵۷۹ نفر جمعیت دارد و ۱٬۵۲۴ متر بالاتر از سطح دریا واقع شده‌است.